# Missing/IT'S YOU
《missing/IT'S YOU》是美国出身的女性歌手Kylee的第2张单曲。

## 概要
- 最初为双Ａ面单曲。
- Kylee本人也参与作詞。

## 収録曲
1. missing
作詞：Watanabe Akiko・Kylee、作曲：Fujimoto Ko-ichi
电视动画《HEROMAN》第13話～第26話开场主题曲。
2. IT'S YOU
作詞：Taniguchi Naohisa・Kylee、作曲：Okouchi Kouta
《nissen,》2010年夏号广告曲。
3. Just Go
4. missing　[伴奏带]
5. IT'S YOU　[伴奏带]